# Kaloran (Kaloran)
Kaloran is een bestuurslaag in het regentschap Temanggung van de provincie Midden-Java, Indonesië. Kaloran telt 5242 inwoners (volkstelling 2010).